# 切库语
切库语（Tseku、Tzuku） 是西藏的一种藏语。Tournadre（2013）将其归类为康方言。